# ستيفن ألين
ستيفن ألين (بالإنجليزية: Stephen Allen)‏ هو قاضي وسياسي أمريكي، ولد في 2 يوليو 1767، وتوفي في 28 يوليو 1852 في الولايات المتحدة. حزبياً، نشط في الحزب الديمقراطي. وقد انتخب عضو جمعية ولاية نيويورك وانتخب عضو مجلس ولاية نيويورك.